# William H. Yorke
William Howard Yorke, född 1847 i Saint John i New Brunswick i Kanada, död 1921 Liverpool i Storbritannien, var en kanadensisk-brittisk marinmålare, som specialiserat sig på att avbilda fartyg.
William Yorke var son till den kanadensiska marinmålaren William Gay York (1817-1892) och brittiskan Susan Yorke. Familjen flyttade omkring 1855 från New York till Liverpool i Storbritannien. Sonen lärde sig måla av fadern och den första kända målningen av honom gjordes 1858. Fader och son arbetade tillsammans med målningar under många år fram till 1870. Fadern återvände då till USA, medan sonen William Howard stannade i Liverpool som marinmålare.

## Bildgalleri

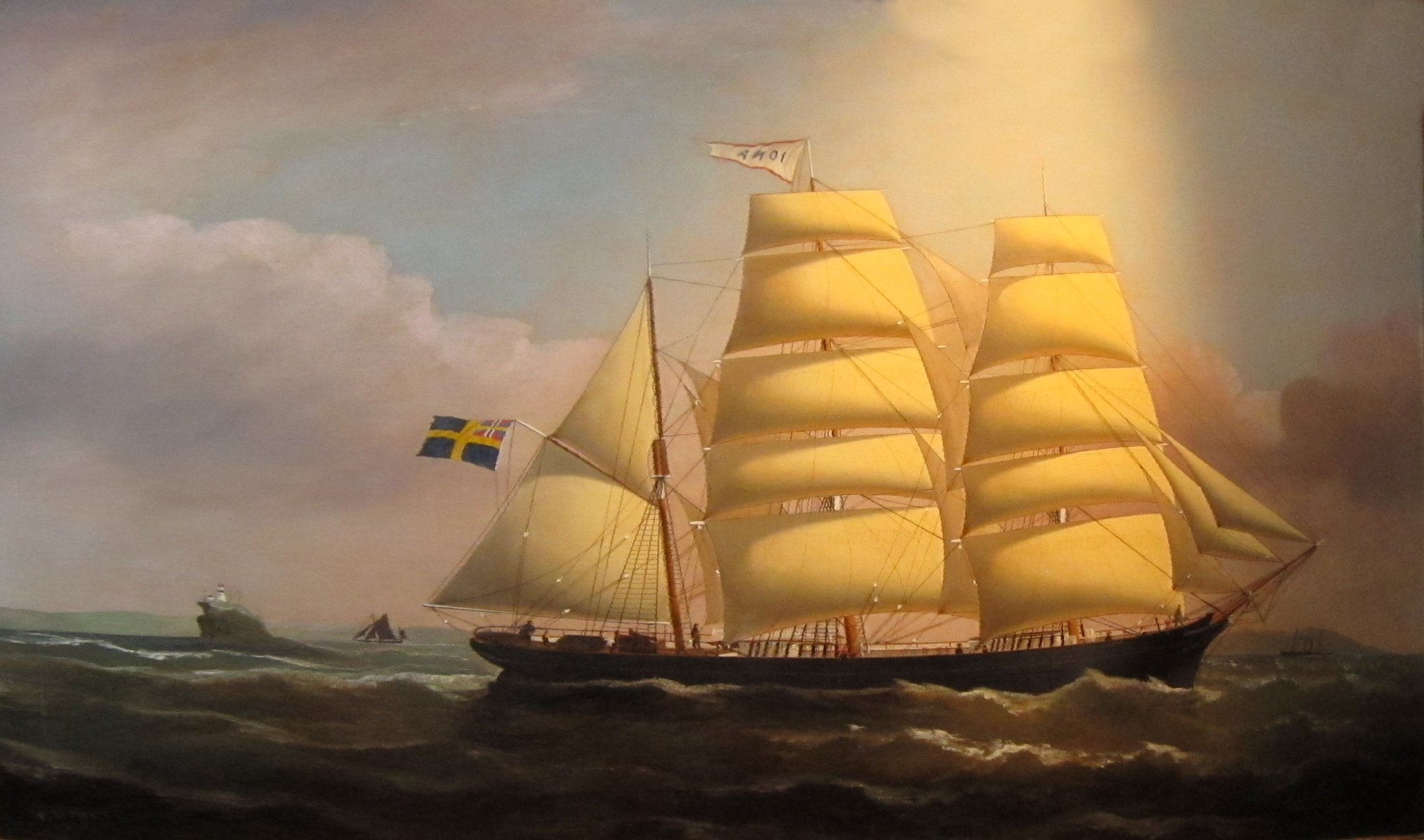
Den svenska barken Iona vid Fastnet Rock utanför Irlands kust, 1888
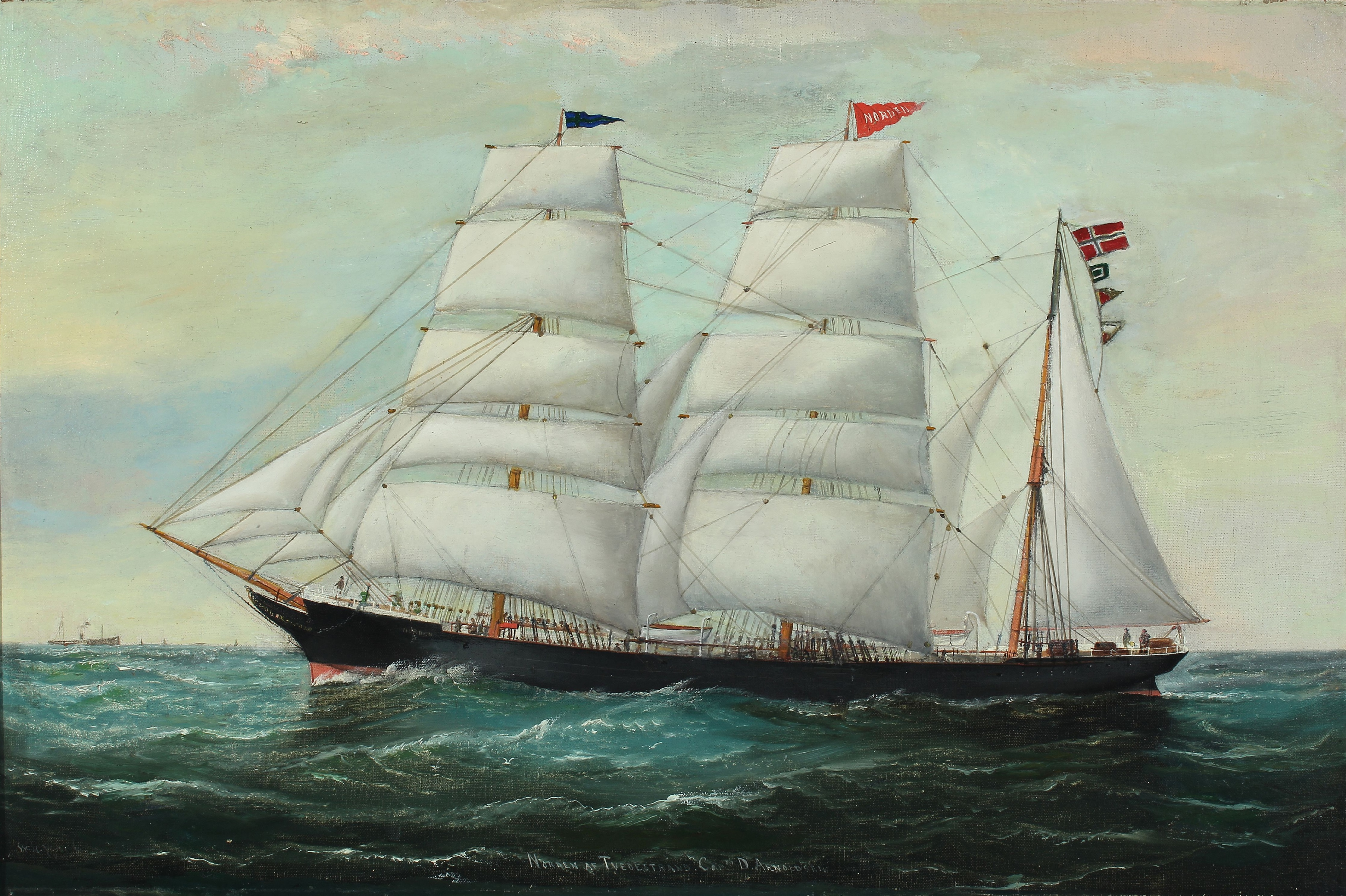
Norska Norden från Tvedestrand
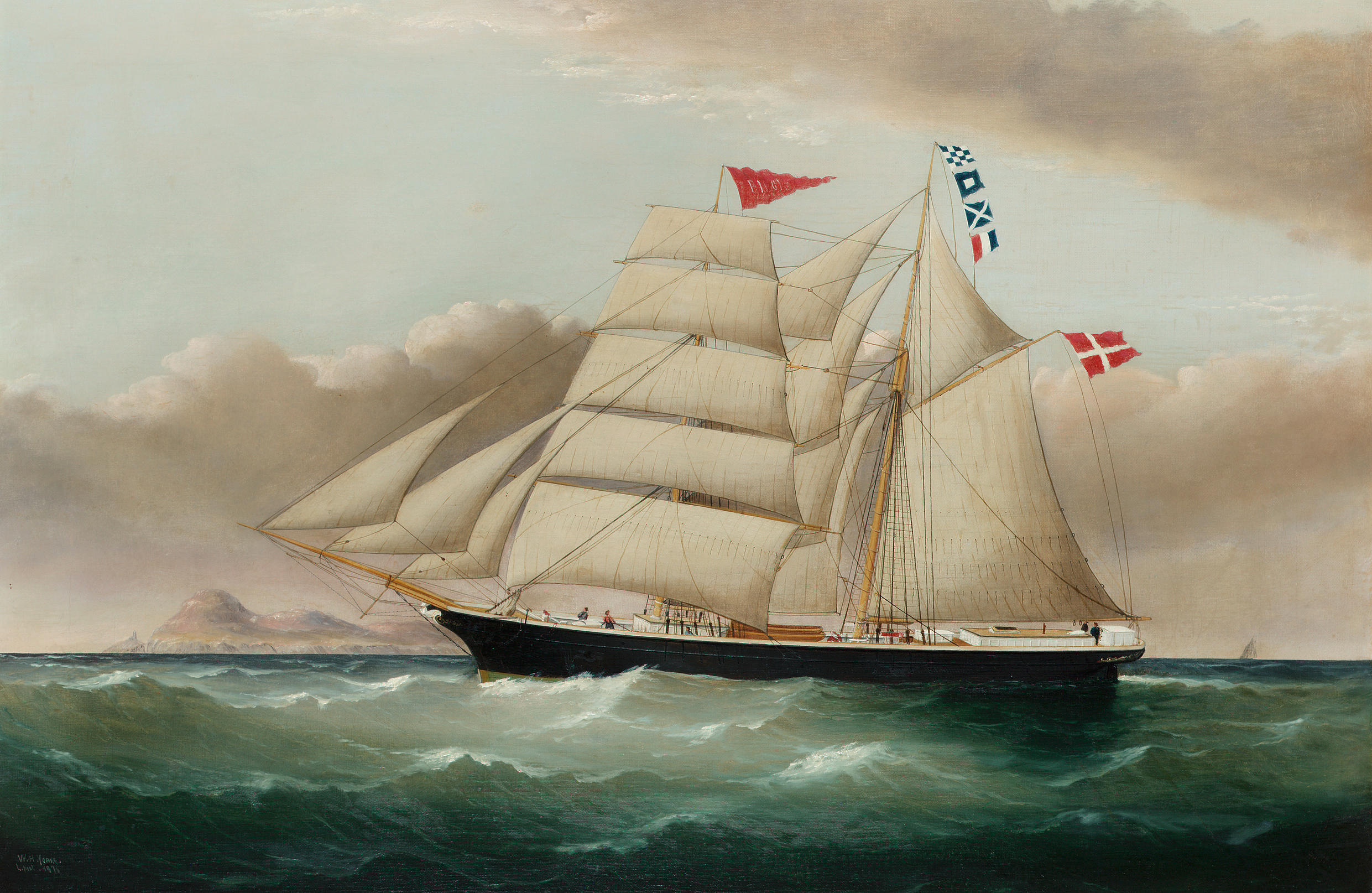
Danska brigantinen Birgitte från Odense, 1876
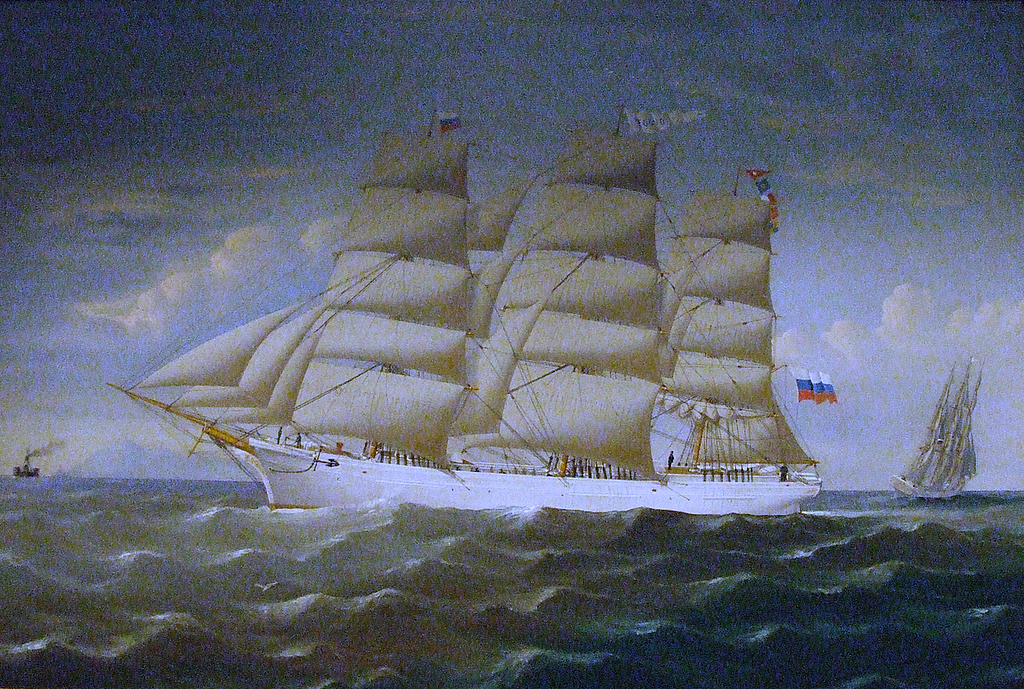
Fregatten Toivo, 1872
Lotsbåten från Liverpool, skonaren Leader eskorterande fartyg in till Liverpool under en storm, 1881
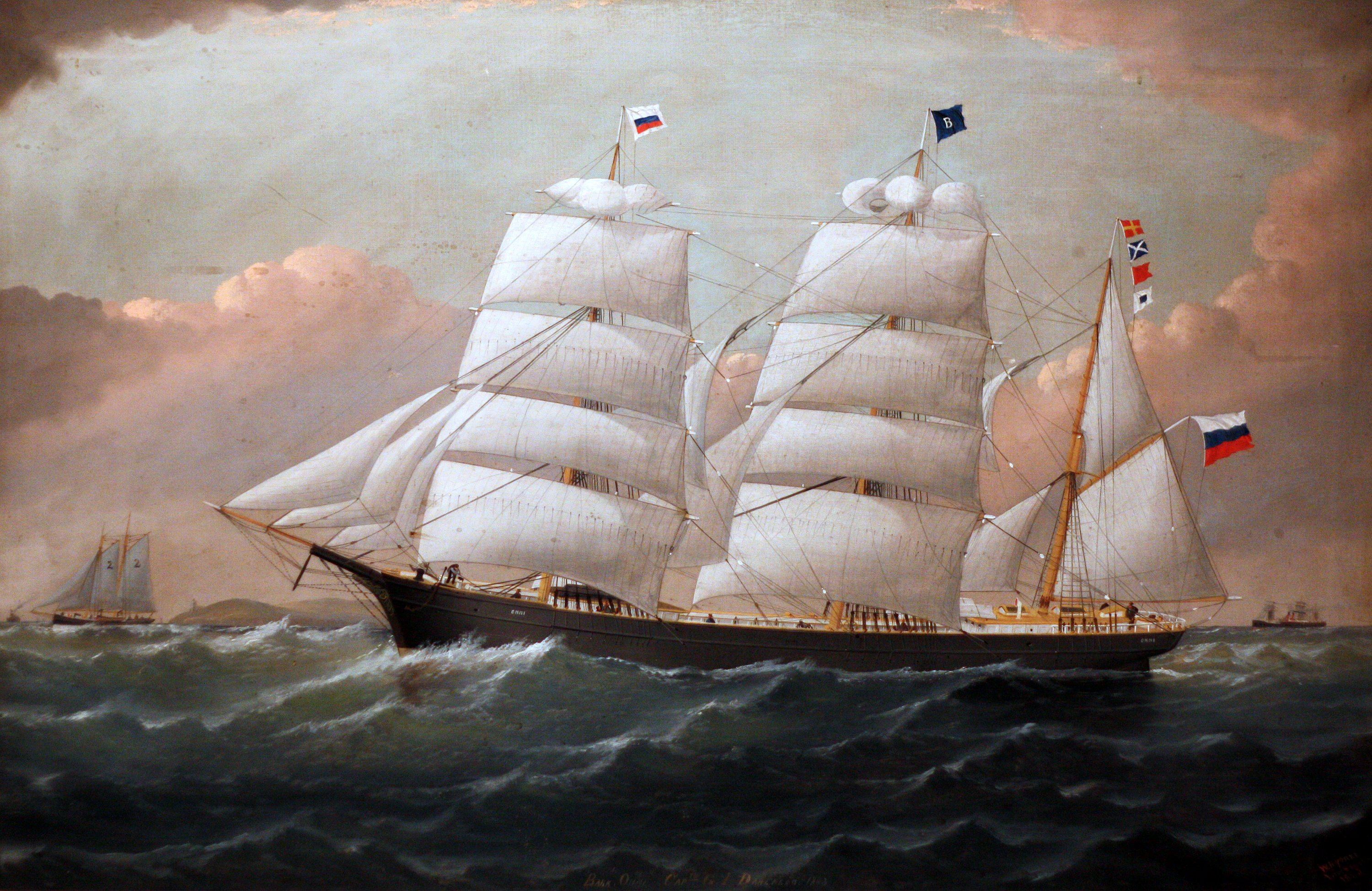
Barken Onni, 1883
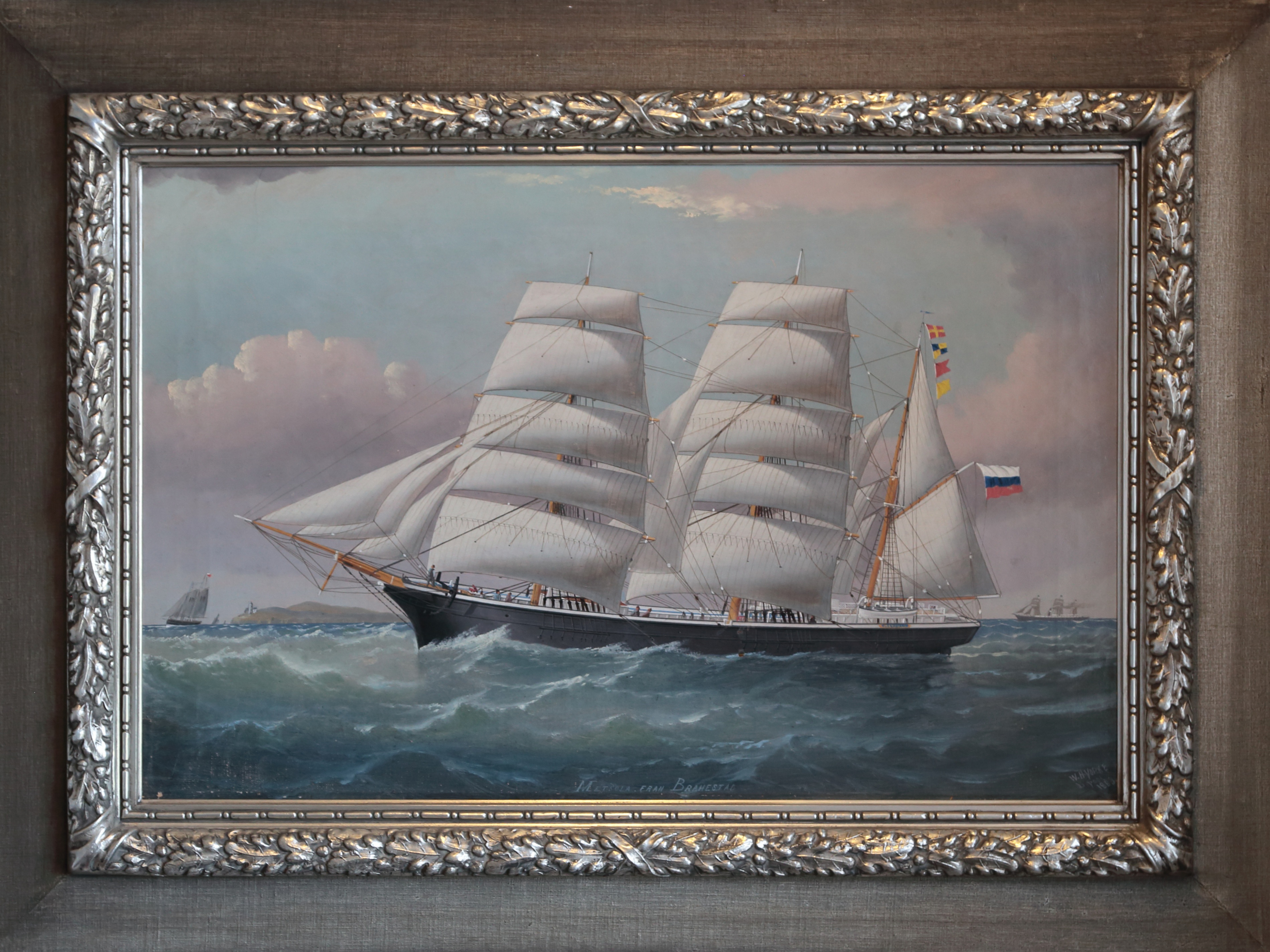
Barken Metsola från Brahestad, 1883